# Венское тесто
Венское тесто — историческое антисептическое средство. Представляет собой смесь едкого кали (kali hydricum)  и едкой извести (calcaria usta, calcium oxydatum) в различных пропорциях от 1:1 до 3:1 соответственно. Перед употреблением замешивается со спиртом и при сплавлении образует тестообразную массу, откуда и часть названия, но применялось и в сухом виде.
Препарат имеет сильно щелочную реакцию, энергично разрушает в месте приложения органические ткани, прижигая их и обеззараживая. Прикладывается на 5—30 минут при необходимости произвести глубокое прижигание в случае укусов бешеных животных, змей и т.д. В старину венское тесто также довольно часто  употреблялось для выжигания новообразований на коже. 
Учитывая, что даже современные антисептики способны доставлять ощутимый дискомфорт, использование щелочи для обеззараживания повреждённых участков тела не сулило пациентам ничего хорошего, но, тем не менее, достаточно эффективно спасало им жизни. Пик применения венского теста вероятно пришелся на конец XVIII — начало XIX века; уже в 1892 году в статье доктора медицины А. А. Липского, размещённой на страницах «Энциклопедического словаря Брокгауза и Ефрона» про венское тесто было сказано, что «в наше время, при развитии хирургии, оно находит применение очень редко», а в Первом издании «БСЭ» говорилось уже, что венское тесто «ныне почти не употребляется». Со временем и сам термин утратил былое значение и под словосочетанием «венское тесто» чаще подразумевается главный ингредиент венской выпечки